# Victoria-Nord
Pour les articles homonymes, voir Victoria (circonscription).
Victoria-Nord fut une circonscription électorale fédérale de l'Ontario, représentée de 1867 à 1904.
C'est l'Acte de l'Amérique du Nord britannique de 1867 qui divisa le comté de Victoria en deux districts électoraux, Victoria-Nord et Victoria-Sud. Abolie en 1903, elle fut fusionnée à Victoria.

## Géographie
En 1867, la circonscription de Victoria-Nord comprenait:
- Les cantons d'Anson, Bexley, Carden, Dalton, Digby, Eldon, Fenelon, Hindon, Laxton, Lutterworth, Macauley et Drapper, Sommerville, Morrison, Muskoka, Monck et Watt.

En 1882, elle comprenait:
- Les cantons d'Eldon, Fenelon, Somerville, Carden, Bexley, Laxton, Digby, Longford, Lutterworth, Anson, Hindon, Galway, Snowdon, Minden, Stanhope, Sherbourne et McClintock
- Le village de Fenelon Falls

## Députés
1. 1867-1872 — John Morison, PLC
2. 1872-1874 — Joseph Staples, CON
3. 1874-1878 — James McLennan, PLC
4. 1878-1887 — Hector Cameron, CON
5. 1887-1892 — John Augustus Barron, PLC
6. 1892-1904 — Samuel Hughes, L-C

- CON = Parti conservateur du Canada (ancien)
- L-C = Parti libéral-conservateur
- PLC = Parti libéral du Canada